# Регі Люшкя
Регі Люшкя (алб. Regi Lushkja; нар. 17 травня 1996, Кавая) — албанський футболіст, півзахисник клубу «Егнатія». Виступав також за низку албанських і закордонних клубів. Чемпіон Молдови та володар Кубка Молдови. Володар Суперкубка Албанії.

## Ігрова кар'єра
Регі Люшкя народився 1996 року в місті Кавая, та є вихованцем футбольної школи місцевого клубу «Беса». У 2013 році Люшкя розпочав грати в основній команді клубу, в якій грав до 2016 року, взявши участь у 30 матчах чемпіонату.
У 2016 році футболіст перейшов до клубу «Лачі», у складу якого грав до 2022 року. У 2022 році Люшкя перейшов до молдовського клубу «Шериф», у складі якого в цьому ж сезоні став чемпіоном Молдови та володарем Кубка Молдови. У 2023 році албанський півзахисник повернувся на батьківщину до клубу «Тирана». З 2024 року Люшкя грає в команді «Егнатія», у складі якої в 2024 році став володарем Суперкубка Албанії.
До складу клубу приєднався 2024 року. Станом на 10 травня 2025 року відіграв за команду з Ррогожине 34 матчі в національному чемпіонаті.

## Титули і досягнення
- Чемпіон Молдови (1):

«Шериф»: 2021–2022
- Володар Кубка Молдови (1):

«Шериф»: 2021–2022
- Володар Суперкубка Албанії (1):

«Егнатія»: 2024
- Чемпіон Албанії (1):

«Егнатія»: 2024–2025